# Jordi Mollà
Jordi Mollà Perales (ur. 1 lipca 1968 w L’Hospitalet de Llobregat) – hiszpański aktor, scenarzysta i reżyser filmowy, artysta malarz, najbardziej uznany za rolę Diego Delgado w filmie Blow. Występuje w filmach europejskich, jak i amerykańskich.

## Życiorys
Studiował w Institut del Teatre w Barcelonie. Uczył się także we Włoszech, na Węgrzech i w Anglii. Jako aktor zadebiutował w komediodramacie Szynka, szynka (Jamón, jamón, 1992) u boku Stefanii Sandrelli, Juana Diego i Javiera Bardema jako narzeczony Silvii (Penélope Cruz). W dramacie Podwójna osobowość (Segunda piel, 1999) wystąpił w roli homoseksualnego męża, ukrywającego przed żoną romans z ujawnionym chirurgiem. Współpracował z takimi reżyserami jak Bigas Luna czy Pedro Almodóvar.
Jego grafika była wystawiana w Carmen de la Guerra Gallery w Madrycie, PicassoMio Gallery w Madrycie i Barcelonie i Cold Creation Gallery w Barcelonie. Latem 2002 roku odbyła się jego wystawa w ARCO w Carmen de la Guerra Galery wraz z wieloma innymi artystami.

## Filmografia
- 1992: Szynka, szynka (Jamón Jamón) jako narzeczony Silvii
- 1995: Opowieści z Kronen (Historias del Kronen) jako Roberto
- 1995: Kwiat mego sekretu (La flor de mi secreto) jako lekarz A
- 1996: La Celestina jako Pármeno
- 1997: La Buena Estrella jako Daniel
- 1997: Perdona bonita, pero Lucas me quería a mí jako Toni
- 1998: Dolar za martwego jako kapitan
- 1999: Podwójna osobowość (Segunda piel) jako Alberto García
- 1999: Volavérunt jako Manuel Godoy
- 2001: Blow jako Diego Delgado
- 2002: No somos nadie jako Salva
- 2003: Bad Boys II jako Hector Juan Carlos 'Johnny' Tapia
- 2004: The Tulse Luper Suitcases, Part 2: Vaux to the Sea jako Jan Palmerion
- 2004: Alamo (El Álamo) jako Juan Seguin
- 2005: Nieobecni (Ausentes) jako Samuel
- 2006: GAL jako Paco Ariza
- 2006: Szlachetny kamień (Il Mercante di pietre) jako Alceo
- 2006: Antoni, Boży wojownik (Antonio Guerriero di Dio) jako Antonio
- 2007: Elizabeth: Złoty wiek (Elizabeth: The Golden Age) jako Filip II
- 2007: Caravaggio jako kardynał Del Monte
- 2007: Sultanes del sur jako Leonardo Batiz
- 2010: Wybuchowa para jako Antonio
- 2010: Inhale jako Aguilar
- 2011: Colombiana jako Marco
- 2013: Riddick jako Santana
- 2015: W samym sercu morza jako hiszpański kapitan
- 2017: Muzyka ciszy jako Sandro
- 2018: Ibiza jako Hernando